# 米歇尔多夫
米歇尔多夫是奥地利克恩顿州格兰河畔圣法伊特县的一个市镇。总面积16.99平方公里，总人口1143人，人口密度67.3人/平方公里（2005年）。